# معامل تجميع

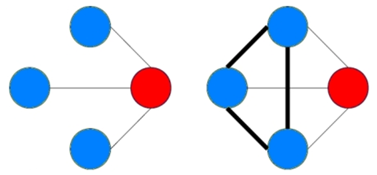
مثال لشبكات بمعامل تجميع مختلفة

معامل التجميع (بالإنجليزية: Clustering coefficient)الخاص برسم بياني هو قيمة دالة على درجة تجمع عقد هذا البيان مع بعضها البعض. أثبتت الدراسات ميلاً عاماً في الشبكات الواقعية عموماً و الشبكات الاجتماعية خصوصاً لتشكيل مجموعات صغيرة من العقد المترابط بقوة فيما بينها بعدد كبير نسبياً من الحواف.
هناك نوعان لهذا المعيار: عام يعطى بالنسبة للرسم البياني كاملاً، ومحلي لعقدة ما بعينها.